# Nabi Musa

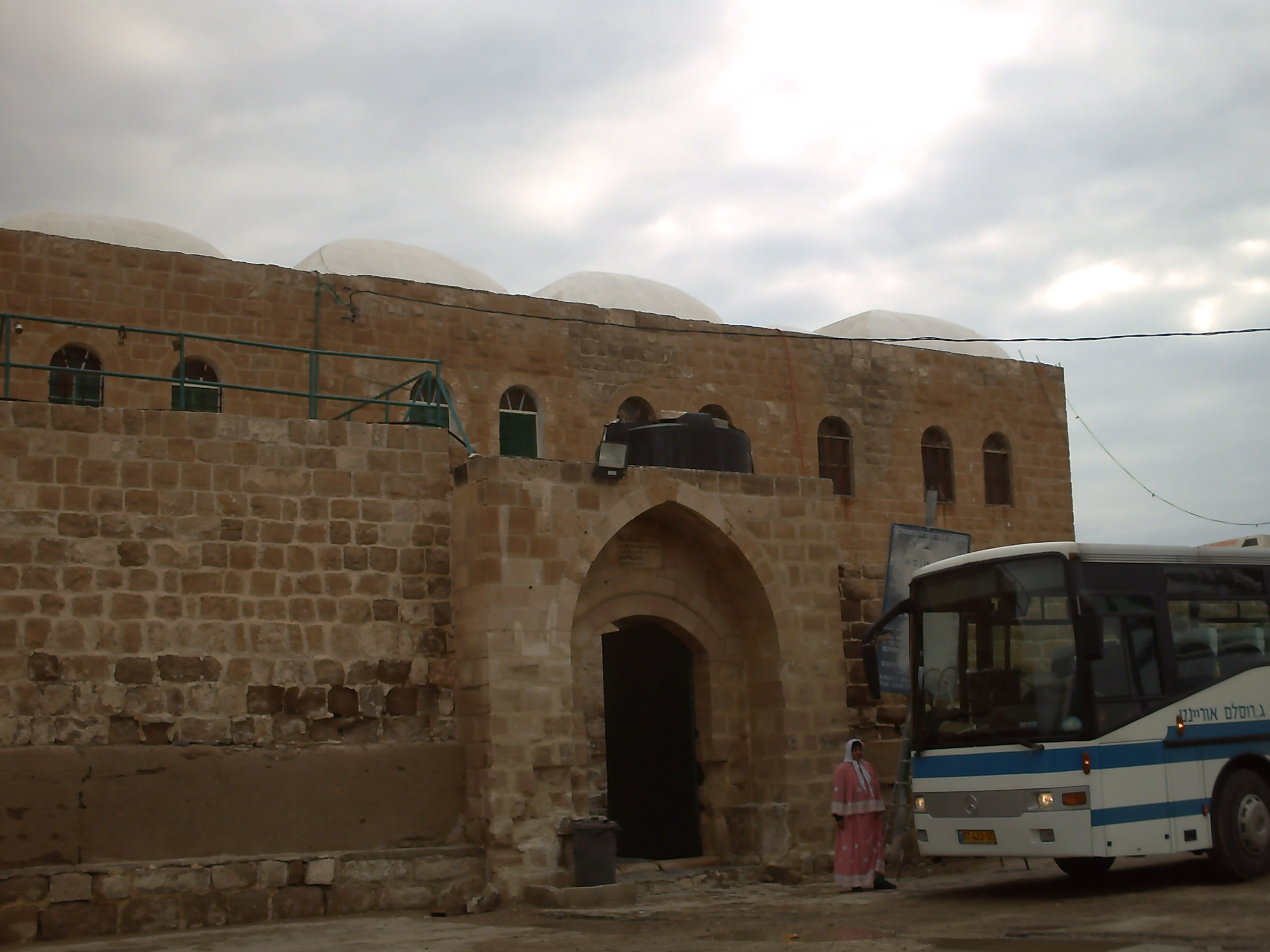
Porta de Nabi Musa

Nabi Musa o Nebi Musa (àrab: نبي موسى, Nabī Mūsà, literalment ‘Profeta Moisès’) és el nom d'un lloc al desert de Judea que el folklore popular palestí associa amb el profeta Moisès i que és objecte d'un important pelegrinatge anual de set dies de duració celebrat pels palestins musulmans. Per aquest motiu és considerat «el lloc més important de pelegrinatge musulmà a Palestina». El festival se centra en una peregrinació col·lectiva des de Jerusalem fins allà on es creu que és la tomba de Moisès, prop de Jericó.
Segons el cens dut a terme el 1931 per les autoritats del Mandat Britànic, Nabi Musa tenia 3 habitants i una llar. Hi havia una vila palestina amb el mateix nom vora del lloc. En 2007 tenia una població resident de 309 habitants segons el cens de l'Oficina Central Palestina d'Estadístiques (PCBS).

## Història
La carretera de Jerusalem a Jericó era una de les principals rutes utilitzades pels àrabs del Mediterrani per fer el pelegrinatge a la Meca. L'edifici gran i amb moltes cúpules que marca el Mausoleu de Moisès es troba en el que s'ha marcat com a final de la primera jornada en aquesta direcció. Originalment, era només un punt de partida del qual els pelegrins podien mirar a través de la vall del Jordà i fer una ullada a mont Nebo, on (com ho suggereix la Bíblia hebrea) es pensava que es trobava la tomba de Moisés.Sembla haver-se convertit en un punt fix en el calendari musulmà local des de l'època de Saladí. En 1269 el sultà mameluc Bàybars al-Bunduqdarí hi va construir un petit santuari com a part d'una política general que va adoptar després de conquistar als croats ciutats i zones rurals des del Líban fins a Hebron. Els santuaris eren majoritàriament dedicats a profetes de la Bíblia i als companys de Mahoma, i el seu manteniment era finançat per una awqa , una donació de propietats que anteriorment pertanyia a l'Església llatina. En el cas de Nabi Mussa, el fons waqf es va obtenir dels actius eclesiàstics expropiats a Jericó.
La construcció pietosa de Baibars al-Bunduqdari va establir un precedent per a altres. Durant el període medieval es van construir albergs i hospicis adjacents al santuari en la dècada compresa entre 1470 i 1480.
Al voltant de 1820 els turcs otomans van restaurar els edificis, que durant els segles anteriors havien caigut en un estat de deteriorament. A més, van promoure com a festivitat el pelegrinatge al santuari, que sempre coincidiria amb la celebració de la Pasqua cristiana, donant als musulmans una celebració simultània a la celebrada pels seus veïns cristians. Aquesta 'invenció de la tradició', com s'anomenen tals construccions imaginatives, va fer la pompa del pelegrinatge a Nabi Musa un potent símbol de la identitat política i religiosa entre els musulmans des de l'inici de l'època moderna.
Durant el segle xix milers de musulmans es reunien a Jerusalem, caminant cap a Nabi Mussa, i passaven tres dies de festa, oració, jocs i visites a la gran tomba dos quilòmetres al sud, identificada com la de pastor de Moisès, Hassan er-Rai. A continuació eren entretinguts com a convidats del waqf, abans de tornar al setè dia triomfalment a Jerusalem.
A la fi del segle xix els otomans va nomenar al clan d'al-Husseini com a guardians oficials de la capella i amfitrions de la festa, malgrat que la seva connexió amb el culte pot remuntar-se al segle anterior. Segons Yehoshua Ben-Aryeh, el governador de Jerusalem Rauf Pasha (1876-1888), va ser el primer a intentar aprofitar el festival per incitar els musulmans contra els cristians. Ilan Pappé ofereix una visió diferent:
| « | És més probable, però, que el governador i el seu govern eren bastant preocupada de tal aixecament contra els cristians, ja que podria agitar la inestabilitat i el desordre en un moment en el govern central estava tractant de pacificar l'Imperi. Aquesta havia estat de fet la impressió que l'enginyer (adscrit al Fons per a l'Exploració de Palestina) Claude Conder. El diari hebreu, Ha-havazelet, aleshores va beneir el govern otomà per imposar la llei i l'ordre en l'assumpte Nabi Musa. Els diaris de Francis Newton testifiquen així una execució pacífica de les cerimònies. De fet, el govern turc hauria d'haver-hi actuat contra els sentiments populars, compartits pels Husaynis com a mestres de la cerimònia, que Nabi Musa es va celebrar en les condicions més desfavorables per als musulmans. Va ser el puny de ferro imposat pels turcs que impedia que la situació es deteriorés cap a una revolta. | » |

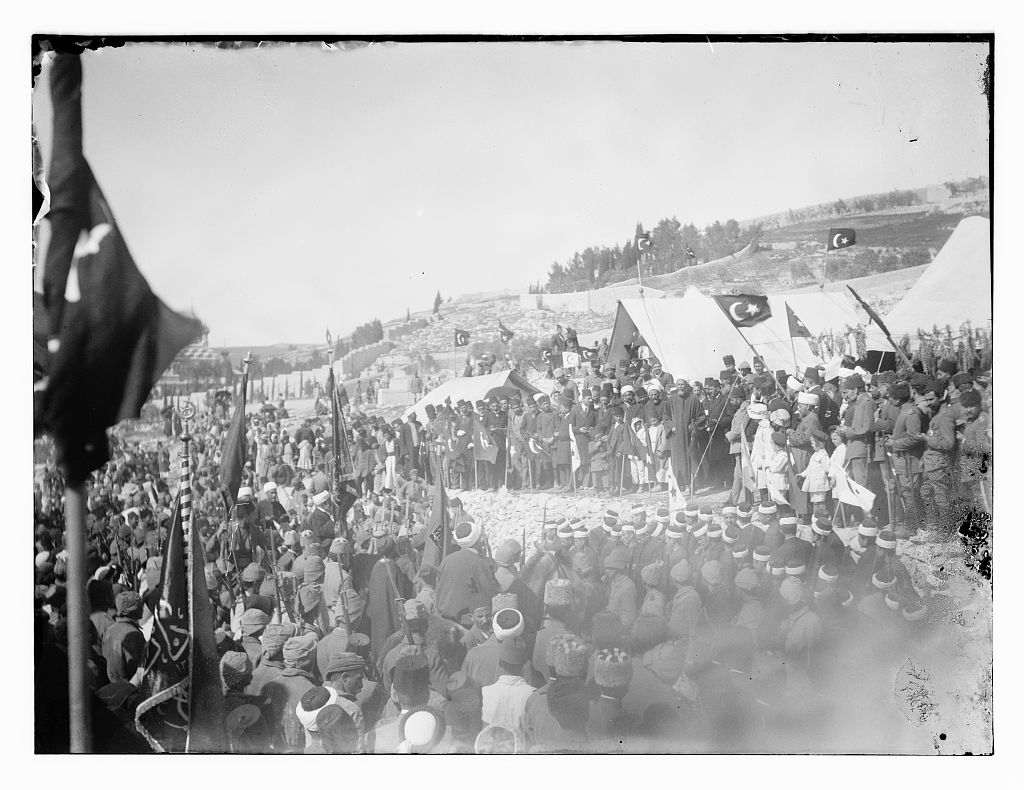
Bandera de l'Imperi Otomà onejant per darrer cop a Nabi Musa en 1917.

La processó es va allunyar de Jerusalem sota la bandera distintiva de Nabi Mussa mentre els Husaynis conservaven per a l'ocasió anual el seu Dar al-Kabira. En arribar al santuari, els al-Husaynis i una altra famílies de notables de Jerusalem (A'ayan), el clan Yunis, van ser obligats a proporcionar dos àpats al dia durant la setmana a tots els fidels. Una vegada que es van prendre els seus vots, o havien estat renovats prèviament, se'ls va oferir la festa. La família de sacerdots que portaven a terme esdeveniments proporcionaria uns dotze anyells, juntament amb l'arròs, pa i mantega per a un àpat comunitari cada dia.
Ja en el segle XX Samuel Curtiss registra una estimació de 15.000 persones de tot el país assistien al festival de Nabi Musa cada any.Durant alguns anys des de 1919, els pelegrins van fer el seu viatge de tornada de Jericó a Jerusalem al so de música militar anglesa. El festival es va suprimir quan Jordània assumí l'administració de Cisjordània en les seqüeles de la guerra araboisraeliana de 1948, a causa del seu valor simbòlic com a vehicle per a expressions potencials de protesta política. Des de 1995, el control sobre la tomba de Nabi Musa ha estat assignat a l'Autoritat Nacional Palestina.

## Descripcions

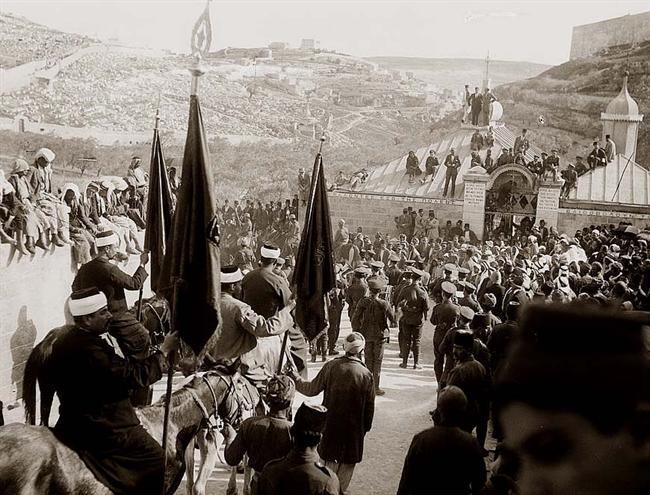
Preludi dels aldarulls de Nabi Musa. Jerusalem, 1920.

El periodista Philip Perceval Graves, germà del poeta i mitògraf Robert Graves, va donar una descripció vívida del retorn dels fidels de tornada del camp a Jerusalem, a mesura que passaven a través de les portes de Jaffa:
| « | En entrar a la ciutat vella, l'entusiasme de la multitud va assolir la seva màxima intensitat. Homes vestits de blanc ballaven amb extrema emoció donant voltes i voltes, amb el cap descobert, els seus llargs rínxols volant violentament a mesura que giraven... Darrera va venir la bandera verda d'Hebron envoltada per una guàrdia de deu espadatxins hirsuts. Caminen orgullosos amb la seva bandera, fins que arriben on l'estret carrer de David es precipita al laberint de la ciutat vella. Per l'última vegada giren les seves fulles brillants per sobre dels seus caps i desapareixen en les ombres dels carrers. | » |

Es pot veure una foto d'una etapa de la processó a George Aaron Barton's A Year's Wandering in Bible Lands, Ferris & Leach, 1904 p. 200
A Letters from Jerusalem: During the Palestine Mandate, Eunice Holliday descriu la processió a la Tomba de Moisès en una carta a la seva mare de la següent manera:
| « | La processó era el més estrany que he vist, el major afer desorganitzat que es podria imaginar, però és típic del país. La gent venia en grups, una sola multitud amb bandera de seda, de tots els colors, a continuació, una multitud ballant, el ball àrab és una broma, aleshores una multitud cantant i agitant espases o bastons i, alternats, grups de policies muntats i soldats que es veu que no lluiten. Potser la part més bonica de la jornada era veure tots els fellaheen (camperols dels poblats) amb la seva roba nova, els colors eren una meravella, rosa brillant, porpra o abrics de vellut blau, vestits grocs amb brodats vermells i verds. Tots ells portaven un vel blanc. Era una vista preciosa [...]" | » |

## Roques de Moisès
Les tribus de beduins del Nègueb produeixen oli de roques de pissarra bituminosa que es troben a la zona al voltant del santuari a Moisès anomenat «roques de Moisès» (àrab: احجار موسى, aḥjār Mūsà). Els beduïns no sols comparteixen la creença en la santedat que envolta del lloc, però també creuen que Déu havia beneït a aquest lloc on Moisés va ser enterrat amb roques de foc i pous d'aigua. Tawfiq Canaan, en la seva obra Mohammedan Saints and Sanctuaries (1927), va assenyalar que les roques negres al voltant de la capella cremaven quan es posen al foc i també s'utilitzen com a amulet després de tallar-les en formes quadrades i triangulars i inscrites amb talismans protectors.

## Lloc d'enterrament
Els musulmans creuen que la tomba de Moisès es troba a Maqam El-Nabi Musa que és 11 km al sud de Jericó i 20 km a l'est de Jerusalem, al desert de Judea. S'arriba al lloc per un camí lateral a la dreta de la carretera principal entre Jerusalem i Jericó, 2 km sobre el nivell de la mar. Les sectes fatimites Taiyabi i Dawoodi Bohra també creuen el mateix. En contrast, el llibre bíblic del Deuteronomi recull que Moisès va ser enterrat «a la vall a la terra de Moab, enfront de Bet-peor» (a l'est del riu Jordà) i que «ningú coneix el lloc de la seva sepultura actualment».

## Fotogaleria

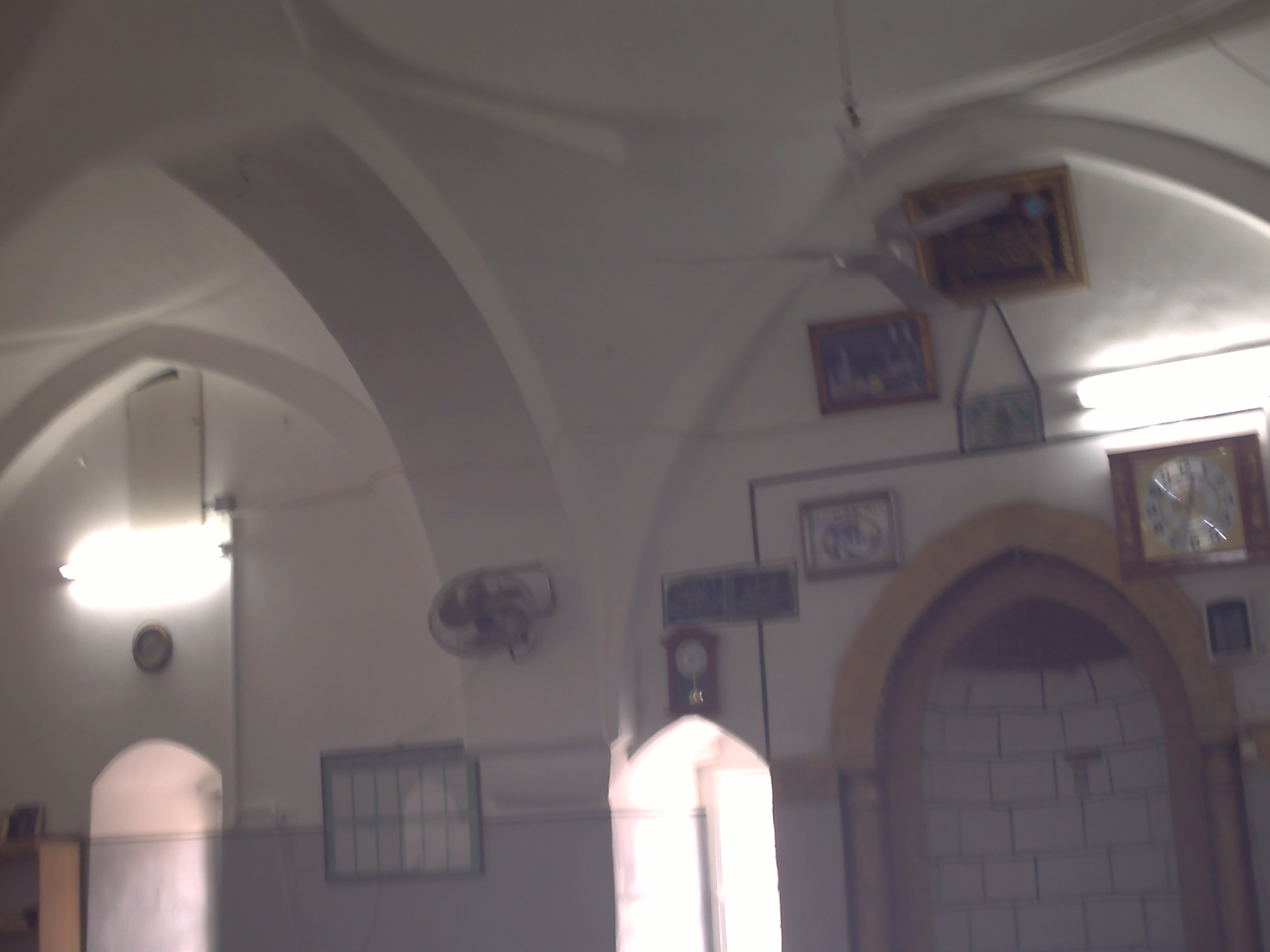
Interior Nabi Musa
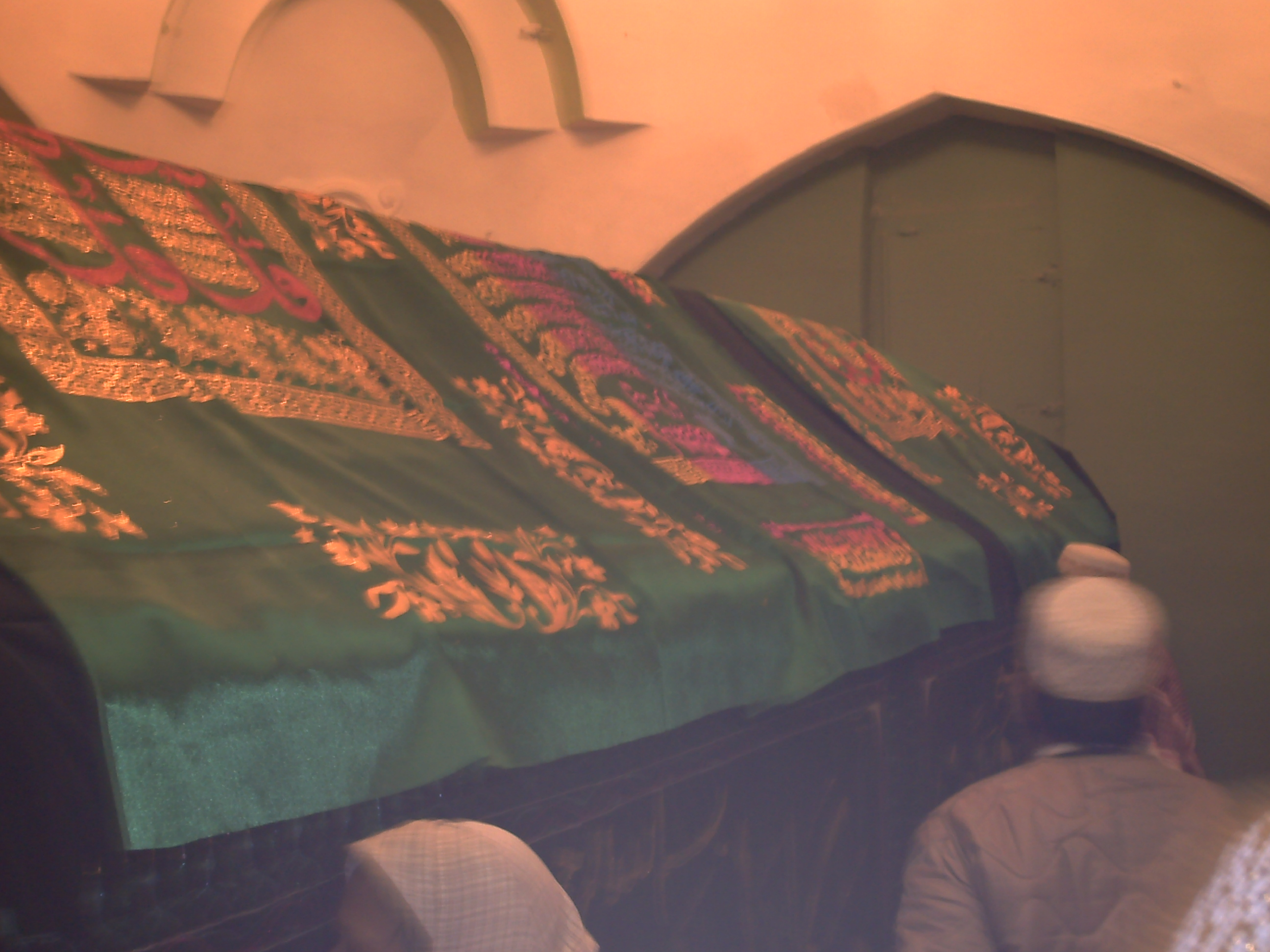
Tomba, Nabi Musa
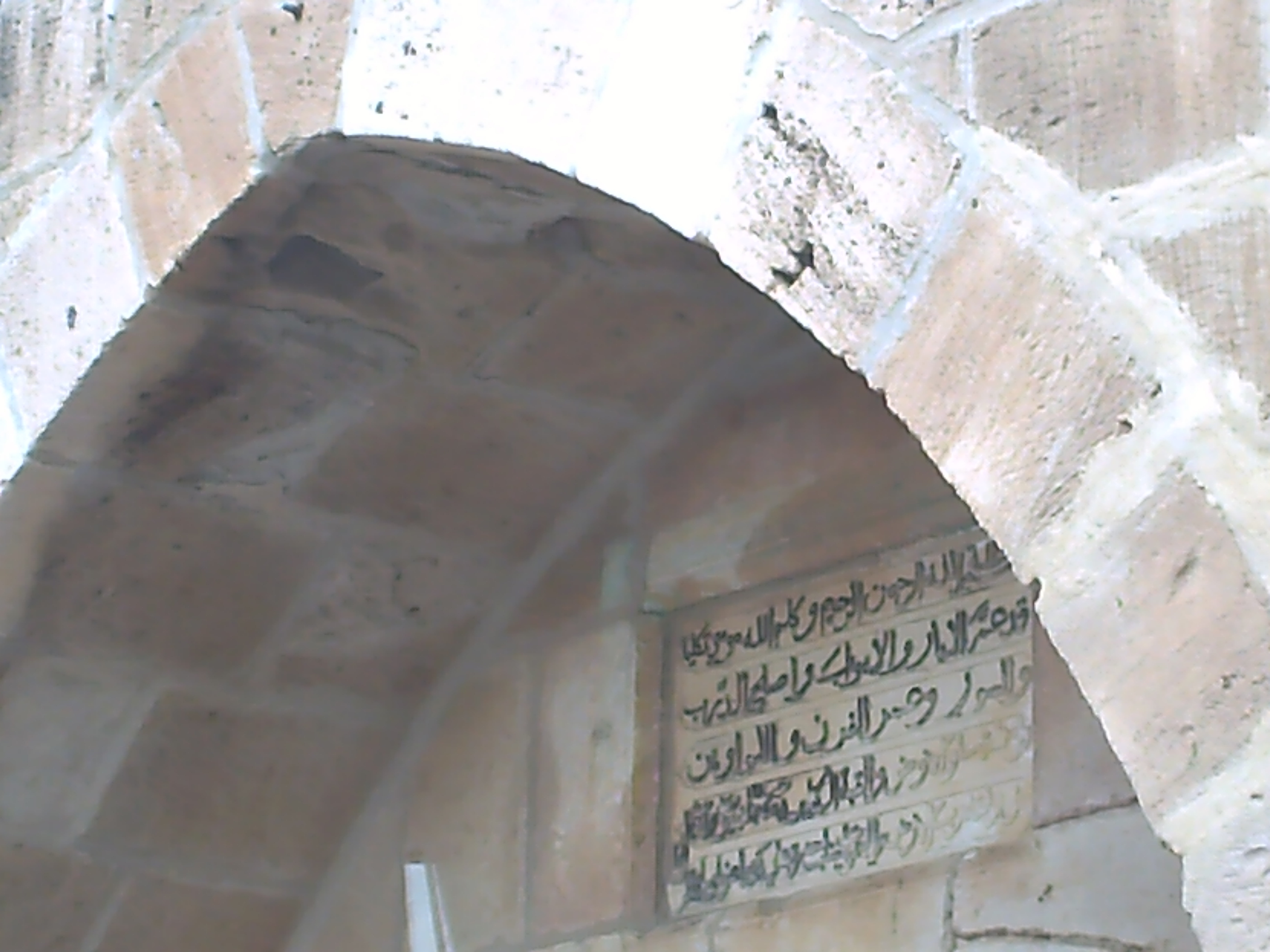
Placa d'inscripció a la porta
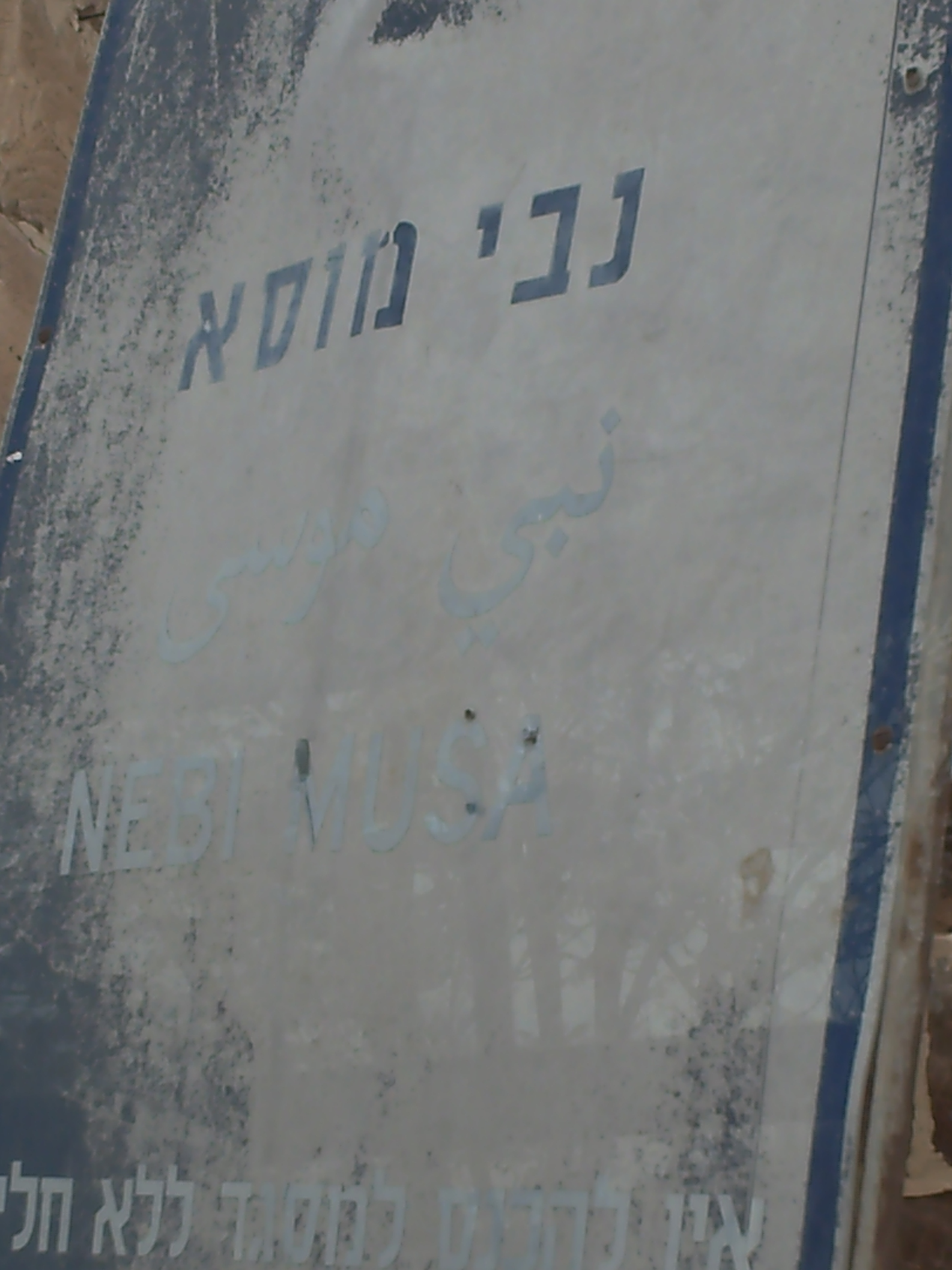
Nom a la porta, nabi Musa